# Job Kienhuis
Job Kienhuis (Eindhoven, 7 novembre 1989) è un nuotatore olandese.

## Palmarès
- Europei in vasca corta

Eindhoven 2010: bronzo nei 1500m sl.